# Campylorhamphus
Campylorhamphus és un gènere d'ocells de la família dels furnàrids (Furnariidae).

## Taxonomia
Segons la Classificació del Congrés Ornitològic Internacional (versió 11.1, 2021) aquest gènere està format per 4 espècies:
- Campylorhamphus trochilirostris - bec de dalla bec-roig.
- Campylorhamphus falcularius - bec de dalla becnegre.
- Campylorhamphus procurvoides - bec de dalla amazònic.
- Campylorhamphus pusillus - bec de dalla becbrú.